# Dolné Strháre
Dolné Strháre (allemand : Niederstracherau,  hongrois : Alsóesztergály) est un village de Slovaquie situé dans la région de Banská Bystrica.

## Histoire
La première mention écrite du village date de 1244.

## Démographie

### Évolution de la population
| Année:               | 1994. | 2004. | 2014.    | 2024.   |
| -------------------- | ----- | ----- | -------- | ------- |
| Nombre de personnes: | 170   | 170   | 188      | 201     |
| Différence:          |       | +0 %  | +10,58 % | +6,91 % |

| Année:               | 2023. | 2024.   |
| -------------------- | ----- | ------- |
| Nombre de personnes: | 206   | 201     |
| Différence:          |       | -2,42 % |